# ショファル

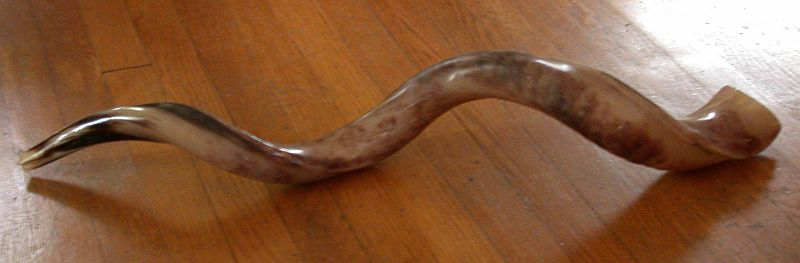
イエメン・ユダヤ人のスタイルのショファル。クーズーの角が用いられている。

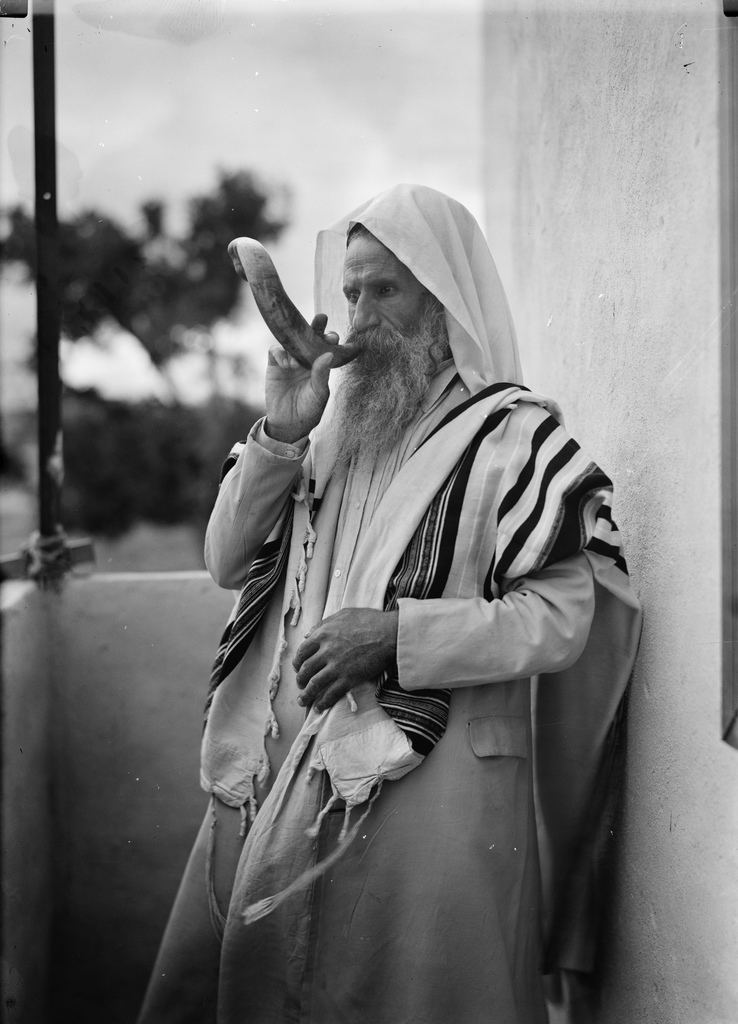
ショファルを吹くイエメン・ユダヤ人

ショファル（shofar、ヘブライ語: שופר šōphār）は、ユダヤ教の宗教行事で用いられる、角でできた楽器。角笛の一種。ロシュ・ハシャナやヨム・キプルの際、シナゴーグでこの楽器が演奏される。

## ヘブライ語聖書におけるショファル
新共同訳聖書、聖書協会共同訳では「角笛」と訳される。文語訳聖書や口語訳聖書では「ラッパ」と訳しているが、歴代誌上15章28節、歴代誌下15章14節、詩篇98章6節、ホセア書5章8節では「角笛」（文語訳の歴代誌とホセア書では「角（かく）」）としている。これは同じ節に出てくる別の楽器ハツォツェラ(חצצרה‎ /  חצוצרה ḥăṣōṣərâ)の方を「ラッパ」と訳す必要があったためである。英語の欽定訳聖書でも「trumpet」と訳しているが、ハツォツェラと区別するときのみ「cornet」と訳している。ショファルは牝牛または雄羊の角で作られた曲がった角笛で、本来は主に軍隊の信号のために使われたが、ハツォツェラは長くてまっすぐな楽器であり、主に祭儀において用いられた。
レビ記23章24節および民数記29章1節には、第7の月の第1日（ロシュ・ハシャナ）を安息日としてショファルを吹いて記念することを規定している。レビ記25章9節にはヨベルの年の第7の月の第10日（ヨム・キプル）にショファルを吹いて伝えると規定している。
ほかにもショファルは聖書にしばしば出現する。有名なのはヨシュア記6章1-20節のエリコの戦いで、イスラエルの民がエリコの町の回りをまわって7日めに祭司がショファルを吹き、民がときの声をあげると、エリコの城壁が崩れ落ちたとする。
聖書にはまたヨベル(יבל‎ / יובל yōbhēl)という語も登場する。これは文字通りには雄羊あるいは雄羊の角を意味し、ショファルと同じように使われている。ヨシュア記6章4節には「雄羊の角（ヨベル）のショファル」(שופרות היובלים)と書かれている。

## 非宗教音楽内での使用
この楽器は、西洋のクラシック音楽で用いられたこともあり、エドワード・エルガーのオラトリオ『使徒たち』でこの楽器のパートがあるが、たいていフリューゲルホルンで代用される。
ポップミュージックにおいては、イスラエルのオリエンタル・メタルバンド・Salemが "Al Taster" の詩篇の中で用いた。トランペット奏者レスター・ボウイはアート・アンサンブル・オブ・シカゴと共にショファルを演奏した。Joey Arkenstatのアルバム "Bane" では、フィッシュの元ベーシストがshofar奏者としてクレジットされていた。ミュージカル "Godspell" では、第1幕がDavid Haskellによるショファルの演奏で始まり、"Prepare Ye the Way of the Lord" の歌唱へのスタンバイがある。イスラエルの作曲家兼歌手のShlomo Gronichはショファルを演奏して幅広い層の音を出す。